# Mountlake Terrace
Mountlake Terrace az Amerikai Egyesült Államok északnyugati részén, Washington állam Snohomish megyéjében elhelyezkedő város. A 2010. évi népszámlálási adatok alapján 19 909 lakosa van.
A települést 1949-ben alapították azzal a céllal, hogy veteránoknak kínáljon olcsó lakhatási lehetőséget.

## Története
A térségben egykor a snohomish indiánok vadásztak és gyűjtögettek. 1862-ben a Puget Mill Company 6900 hektár területet vásárolt, ahol négy hektáros baromfitelepeket alakítottak ki. Richard A. Ballinger 1901-ben megvásárolta Lake McAleert, amelyet édesapja után Lake Ballingerre nevezett át. A szabadkőművesek 1927-ben 55 hektárt vásároltak, ahol klubházat és golfpályát létesítettek.
Everett és Seattle között 1910-től villamos közlekedett, amely a baromfitelepeket a piacokkal kötötte össze. A nagy gazdasági világválság és a villamosjárat 1939-es (a Washington State Route 99 átadását követő) megszűnése miatt a kisebb farmokat bezárták. Az 1950-es években a térségben továbbra is foglalkoztak baromfi- és nyérctartással, míg a délebbi területek urbanizálódni kezdtek.

### Megalapítása és a városi rang
A szövetségi kormány a második világháborúban King és Snohomish megyék határán leszállópályát alakított ki. Ugyan tervezték polgári célra történő hasznosítását, de ez nem történt meg. Albert LaPierre és Jack Peterson ingatlanfejlesztők 1949-ben megvásárolták a területet, ahol megalapították Mountlake Terrace-t, amely nevét a Washington-tóra és a Rainier-hegyre nyíló kilátás miatt kapta. A két férfi a településen alacsonyabb jövedelmű veteránoknak kívánt lakásokat építeni. Az első 250 lakóház építése 1949 júniusában kezdődött; a 6,1×9,1 méter alapterületű épületekben két hálószoba és a legszükségesebb berendezési tárgyak kaptak helyet. A könnyűszerkezetes házak néhány hét alatt elkészültek; a festés és tereprendezés a leendő tulajdonosok feladata volt. Az ötezer dollárért (mai árfolyamon 55 ezer dollár) értékesített lakások hamar elkeltek, így szükségessé vált a projekt bővítése.
Mountlake Terrace ötezer lakosával 1954-ben a megye egyik legnagyobb települése volt. LaPierre és Peterson az eredeti határoktól északra és keletre családoknak szánt, nagyobb házakat alakított ki. Az első szupermarket (a mai Town Center) 1954 júniusában nyílt meg. Minden tíz háztartás közös telefonvonalat használt; a vízszolgáltatás gyakran akadozott, a seriff hivatalának távolsága miatt pedig nem volt biztosított a település védelme.
LaPierre és Peterson finanszírozásával felépült a tűzoltóság, a helyi önkéntesek pedig az everetti seriffel történő kapcsolattartáshoz rendőrségi rádiót kaptak, azonban a rendfenntartók kiérkezése így is sokáig tartott. Patrick McMahan tűzoltó 1953-ban petíciót indított a várossá válásért, miután egy teljes napig tartott, hogy a bejelentett betöréshez a rendőrök kiérkezzenek. 1953 júniusában McMahan az Edmondsba olvadást javasolta; az edmondsi polgármester ezt ellenezte, azonban az egyik képviselő az önálló várossá alakulást javasolta. McMahan és csapata (köztük két ügyvéd) végül 650 aláírást nyújtottak be a megyei hatóságokhoz.
1954. november 23-án szavazást tartottak a városi rangról; a lakók egy csoportja ezt az adóemelésekre hivatkozva ellenezte. Az 517–483 eredménnyel záruló voksolást követően az önkormányzat öt fővel alakult meg; egyikük az ellenzők egy vezetőjének felesége. Az adminisztrációs feladatokra városmenedzsert alkalmaztak. Az első polgármester Gilbert „Gil” Geiser barkácsbolt-tulajdonos lett. Geisler öt dollárt (mai árfolyamon 48 dollár) kölcsönzött a városnak a szükséges dokumentumok benyújtásához. Az első városmenedzser a bellevue-i Evan Peterson lett, aki kezdetben az autójából látta el feladatait; az önkormányzat később egy kétszobás bérleményben nyílt meg.

### 1950–1990
A városi rang elnyerését követő néhány évben az önkormányzat szinte minden utat felújított, 23 kilométer járdát épített ki, továbbá a víz- és csatornaszolgáltatás javításán kezdett dolgozni. A lakóházak bővítése és más fejlesztések szövetségi forrásokból valósultak meg. 1955-ben a város 61 hektárt annektált, lakosságszáma ezzel 5400 fővel nőtt; ugyanekkor megnyílt a posta, valamint öt állandó fővel a rendőrség. Az Edmondsi Tankerület több iskolát is alapított.
Mountlake Terrace népessége a várossá alakulást követő öt évben ötven százalékkal nőtt, 1950 és 1960 között pedig megduplázódott. A templomokat a LaPierre és Peterson által adományozott területeken hozták létre; a Szent X. Piusz pápa Templomban 1955. június 22-én miséztek először. 1958-ban Mountlake Terrace Edmonds és Roland (ma Shoreline része) önkormányzataival a víztisztító rendszereik közös használatáról állapodott meg. A város később korlátozásokat vezetett be az Interstate 5 építése miatt Seattle-ből átmozgatott házak esetén.
Az 1962-es évek elején megnyílt ipari park hatására több vállalat is Mountlake Terrace-ba tette át székhelyét. Az elektromos mérőberendezéseket gyártó, székhelyét Seattle-ből áthelyező John Fluke Manufacturing Company 1960-ban 325 munkahelyet teremtett. Ekkor a 232. utca és az 56. sugárút kereszteződésében számos üzlet nyílt. 1961 októberében megnyílt az önkormányzat, a rendőrség és a tűzoltóság közös székhelye. 1964-ben az önkormányzat a költségvetés egy részét parkok kialakítására különítette el; a Recreation Pavilion 1968-as megnyitását innen finanszírozták.
Az Interstate 5 1963. február 3-án érte el a várost. A szomszédos Brier ugyanezen a napon vált várossá, mivel tartottak a Mountlake Terrace általi annexiótól. A két település között később vita alakult ki a Mountlake Terrace-i víztisztító-hálózat használatáról.
A Boeing everetti gyárának megnyitásával tovább növekedett a régió népessége; Mountlake Terrace-ban 1970-ben több mint 16 ezren éltek. A Boeing 2707 fejlesztésének leállítását követő elbocsátások a térségben visszaesést okoztak. Mountlake Terrace önálló kereskedelmi központot alakított volna ki, azonban a lynnwoodi Alderwood Mall népszerűbb volt. Az 1970-es évek népességcsökkenése miatt több iskolát és a postát is bezárták. Ugyan a lakóházak száma nőtt, a népsűrűség csökkent. A város költségvetési hiánya 1979-ben a bevételek csökkenése miatt 420 ezer dollár (1 506 ezer dollár) volt.
A Fluke székhelyét 1981-ben Everettbe helyezte át; helyét a Blue Cross egészségbiztosító vette át. A város tovább folytatta az I-5 menti ipari park fejlesztését, amelyet az autópálya építése miatti kisajátítás kompenzálására kapott állami forrásokból finanszíroztak. Egy 7,3 hektáros területen szálloda, lakások és üzletek létesültek volna, azonban a projekt nem valósult meg. Az irodai és üzleti komplexumot magában foglaló Gateway Palace kivitelezése 1989-ben kezdődött.
A kiadások csökkenése ellenére a költségvetési hiány az adminisztrációs költségek emelkedése miatt továbbra is magas volt. A belvárosi tüzekben a két bevásárlóközpont leégett; az egyik helyreállítása tíz hónapig tartott, míg a másik véglegesen bezárt. A város az 1990-es években ellenezte egy sztriptízklub megnyitását, mivel a hagyományos üzletek térnyerését támogatták. A középiskolát 1991-ben újjáépítették, mellette pedig számos rekreációs létesítményt és két kaszinót is kialakítottak.

### 21. század
A 2007-ben elfogadott rendezési terv szerint az épületek maximum hét szintesek lehetnek; a terv támogatta a stílusbeli sokszínűséget és a járdáktól kisebb távolságot követelt meg. A szabályozást a buszpályaudvar és a hozzá tartozó P+R parkoló kialakítása miatt hozták meg.
A 2013-ban megnyílt Arbor Village-ben öt szinten lakások és üzletek találhatóak. Később az átépített 56. utcán két hasonló létesítmény nyílt. A Link könnyűvasút meghosszabbításáról 2008-ban döntöttek; ezzel egyidőben az épületek magasságkorlátját 12 szintre növelték, és kisebb, gyalogosan könnyebben megközelíthető utcablokkokat terveztek. Az I-5 menti egykori üzletsort lakásokká alakítják át.
A városháza 2009. július 18-án zárt be, egy évvel azután, hogy az ülésterembe hullott mennyezetdarab alatt súlyos szerkezeti hibákat és azbesztet fedeztek fel. Az önkormányzat munkája kezdetben különböző irodaházi bérleményekben folyt, azonban 2017-ben új városháza megnyitásáról döntöttek. A régi épületet 2010-ben lebontották.

## Éghajlat
A város éghajlata mediterrán (a Köppen-skála szerint Csb).
| Hónap                         | Jan. | Feb. | Már. | Ápr. | Máj. | Jún. | Júl. | Aug. | Szep. | Okt. | Nov. | Dec.  | Év    |
| ----------------------------- | ---- | ---- | ---- | ---- | ---- | ---- | ---- | ---- | ----- | ---- | ---- | ----- | ----- |
| Rekord max. hőmérséklet (°C)  | 17,8 | 18,9 | 25,6 | 27,8 | 32,2 | 33,9 | 40,6 | 35,0 | 33,9  | 30,6 | 24,4 | 17,8  | 40,6  |
| Átlagos max. hőmérséklet (°C) | 8,3  | 10,0 | 12,2 | 15,0 | 17,8 | 21,1 | 24,4 | 24,4 | 21,7  | 15,6 | 10,6 | 7,8   | 15,8  |
| Átlagos min. hőmérséklet (°C) | 2,8  | 2,8  | 3,9  | 6,1  | 8,9  | 11,1 | 13,9 | 13,9 | 11,7  | 8,3  | 5,0  | 2,2   | 7,6   |
| Rekord min. hőmérséklet (°C)  | −7,8 | −7,2 | −2,8 | −0,6 | 1,7  | 6,1  | 8,3  | 8,3  | 6,1   | −1,7 | −7,8 | −11,7 | −11,7 |
| Átl. csapadékmennyiség (mm)   | 122  | 87   | 89   | 70   | 55   | 41   | 20   | 25   | 39    | 87   | 148  | 138   | 921   |
| Forrás: The Weather Channel   |      |      |      |      |      |      |      |      |       |      |      |       |       |

## Népesség
A 2010-es népszámláláskor a városnak 19 909 lakója, 8192 háztartása és 4891 családja volt. A népsűrűség 1896,1 fő/km2. A lakóegységek száma 8602, sűrűségük 819,2 db/km2. A lakosok 71,7%-a fehér, 4,3%-a afroamerikai, 1,1%-a indián, 11,2%-a ázsiai, 0,8%-a a Csendes-óceáni szigetekről származik, 4,9%-a egyéb, 6,1%-a pedig kettő vagy több etnikumú. A spanyol vagy latino származásúak aránya 10,5% (   )
A háztartások 30,8%-ában élt 18 évnél fiatalabb. 41,2% házas, 12,8% egyedülálló nő, 5,7% egyedülálló férfi, 40,3% pedig nem család. 30,3% egyedül élt; 7,7%-uk 65 éves vagy idősebb. Egy háztartásban átlagosan 2,42 személy élt; a családok átlagmérete 3,04 fő.
A medián életkor 36,6 év volt. A város lakóinak 21,6%-a 18 évesnél fiatalabb, 9,4% 18 és 24 év közötti, 31,4%-uk 25 és 44 év közötti, 27,4%-uk 45 és 64 év közötti, 10,3%-uk pedig 65 éves vagy idősebb. A lakosok 48,9%-a férfi, 51,1%-a pedig nő.

## Gazdaság
2018-ban a városban 12 251 aktív korú lakos élt, közülük 11 753 dolgozott. A legtöbben az oktatásban és az egészségügyben (26%), a professzionális szolgáltatóiparban (12,9%) és a kereskedelemben (12,3%) dolgoznak. 37% Seattle-be, 6,9% Lynnwoodba, 6% Everettbe, 5,8% pedig Bellevue-ba ingázik; 67% saját gépjárművel, 13% tömegközlekedéssel, 12% pedig telekocsival utazik munkába.
A Puget Sound-i Regionális Tanács 2012-es becslése szerint az 1404 vállalkozás 6993 munkahelyet kínált; ezek többségét a professzionális szolgáltató szervezetek nyújtották. A városban dolgozók 11%-a Seattle-ből, 7%-a pedig Everettből ingázik Mountlake Terrace-be. A legnagyobb foglalkoztatók a több mint 2400 személyt alkalmazó Premera Blue Cross egészségbiztosító és az Umpqua Bank.
A vállalkozások 2016-ban 223 millió dolláros forgalmat generáltak; ez öt év alatt 46%-os növekedést jelent. A településen több bevásárlóközpont is található, melyek a kerületek központjában fekszenek. A Diamond Knot Brewpub és a Double DD Meats a város legrégebbi éttermei között vannak. A 220. utca mentén több irodaház és ipari létesítmény is található.

## Közigazgatás
A képviselő-testület hét tagját négy évre választják, a közülük kikerülő polgármester mandátuma két év. A napi működési feladatok ellátásáért városmenedzser felel.
Az önkormányzatnak 2017-ben 280 alkalmazottja volt, költségvetése pedig 29 millió dollár.

## Kultúra
A júliusban megrendezett Tour de Terrace-on élőzenére, hosszútávfutásra, autóbemutatóra és tűzijátékra is sor kerül. Az 1993-ban alapított fesztivált a város támogatásával önkéntesek szervezik. A rendezvénynek 2017-ben hetvenezer látogatója volt. Az Arts of the Terrace művészeti bemutatót 1978-ban alapították.
Az 1980-as évektől a város költségvetésének meghatározott részét műalkotások beszerzésére fordítják; a folyamatot egy tanácsadó testület koordinálja. A filmszínház 1994-ben nyílt meg; korábban a Regal Cinemas, 2009-től pedig a Cinebarre működteti.

## Parkok
A város 18 parkja 106 hektárt foglal el, emellett egyes helyszínek a tankerülettel közös üzemeltetésben állnak. A parkokban összesen 14 baseball-, 13 futball- és 15 tenisztpálya, 19 játszótér és négy beltéri kosárlabdapálya van. Az 1968. november 26-án megnyílt Recreation Pavilionban úszó- és élménymedencék, fedett tornaterem és raketballpályák találhatóak. A 2003-ban felújított létesítmény kiváltására több terv is született, de ezek nem valósultak meg.
A Recreation Pavilionnal szemközt fekvő, 24 hektáros Terrace Creek Parkban túraútvonalak és sportpályák vannak. A Town Center városrész nyugati részén elhelyezkedő Veterans Memorial Park erdős területen fekszik.
A Ballinger-tó északi határán fekvő Ballinger Park 2013-ban nyílt meg az egykori golfpálya helyén; a park magában foglalja az Edmount-szigetet. A szabadkőművesek golfpályája 1968-ban nyílt meg, 1998-tól pedig a nyilvánosság számára is látogatható. A létesítmény népszerűbb volt, mint a város által fenntartott golfpálya. Az Interurban Trail az 1990-es években kialakított útvonal a Seattle–Everett városközi villamos nyomvonalán. Az Olympicview jégcsarnok a Washington Huskies otthona.

## Oktatás

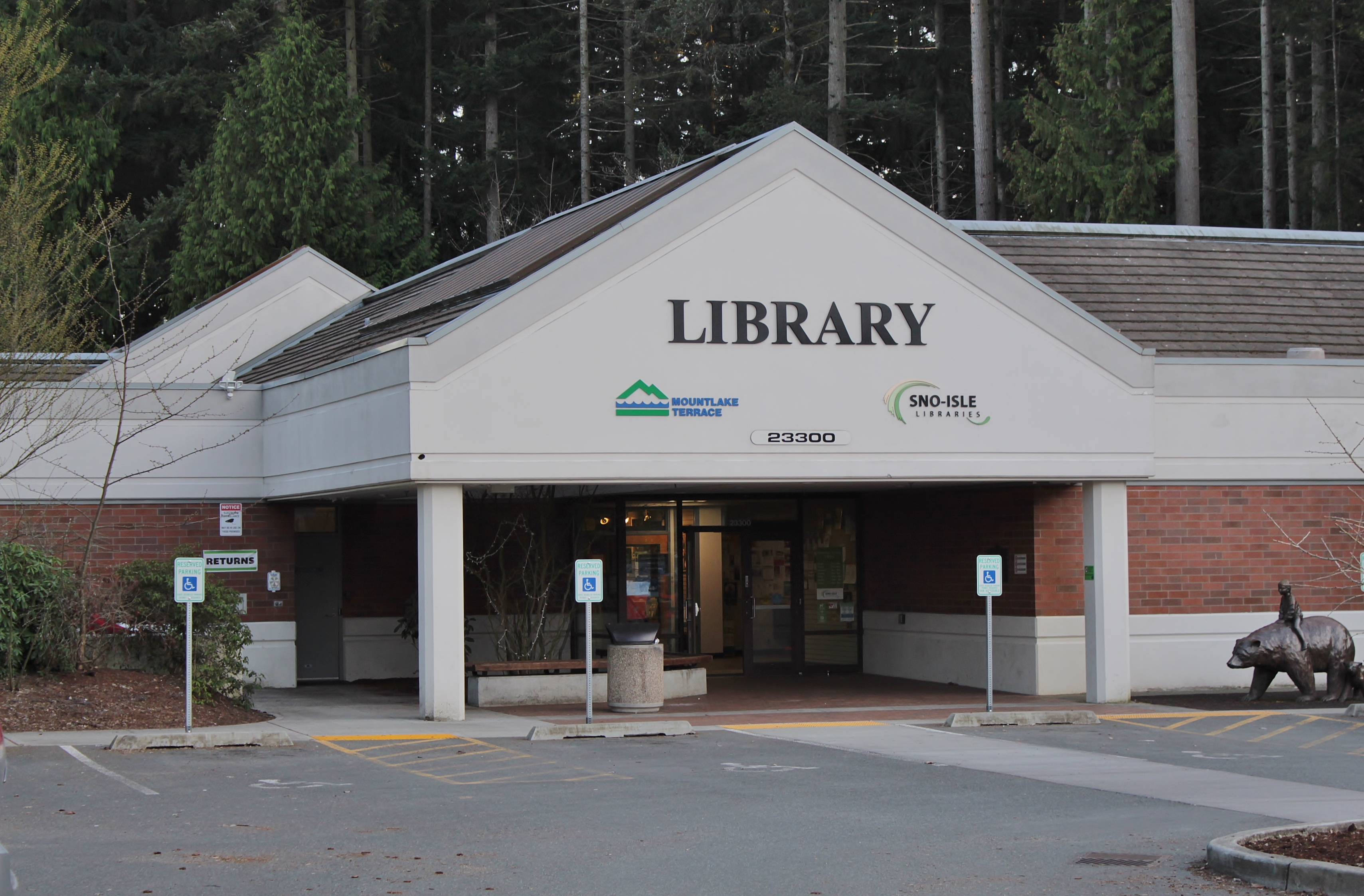
Az 1988-ban megnyílt könyvtár

A város öt iskolájának fenntartója az Edmondsi Tankerület, amelynek a 2018–2019-es tanévben 21 ezer diákja volt. Az 1960-ban megnyílt középiskolát 1991-ben újjáépítették. A korábbi épülethez egy kör alakú tornaterem (Hawk Dome) tartozott. Mountlake Terrace-ban három magánintézmény (Brighton Evergreen School, Cedar Park Christian School és St. Pius X Catholic School) működik.
Az 1976-ban megnyílt könyvtár egy magániskolával közös épületben működött, azonban túl szűknek találták. Az 1985 óta a Sno-Isle Libraries által fenntartott intézmény új épülete 1988. július 29-én nyílt meg a Veterans Memorial Parkkal szemközt.

## Infrastruktúra

### Egészségügy
A Stevens Hospitalt 2010-től a Swedish Medical Center üzemelteti. Mountlake Terrace-t a The Everett Clinic és a Community Health Centers is egy lehetséges jövőbeli helyszínként jelölte meg.

### Közlekedés
Mountlake Terrace közúton az I-5-ön, a WA-99-en és a WA-104-en közelíthető meg.
A város tömegközlekedését a Community Transit, a Sounder Transit és a King County Metro biztosítja. A Community Transit Edmonds, Brier és Lynnwood felé közlekedtet járatokat, a Sounder Transit és a King County Metro buszaival pedig Seattle felé lehet utazni. A Mountlake Terrace-i buszpályaudvaron 890 férőhelyes P+R parkoló található. A Link könnyűvasút Mountlake Terrace-ig történő meghosszabbításának munkálatai 2019-ben kezdődtek.

### Közművek
Az elektromos áramot a megyei közműszolgáltató, a földgázt pedig a Puget Sound Energy biztosítja. A hulladékszállításért a Waste Management felel; Mountlake Terrace-ban egy megyei gyűjtőudvar is üzemel.
Az ivóvíz- és csatornahálózat fenntartója az Alderwood Water and Wastewater District. A víz a Spada-víztározóból származik, a Jack Block Parkban pedig egy vészhelyzet esetére fenntartott víztartály található. A szennyvizet Maltbyben tisztítják meg.

## Média
A The Enterprise Mountlake Terrace-i kiadása 1958 és 2009 között jelent meg; a 2009-es összevonásokat követően az újság 2012-ben szűnt meg. A 2009-ben alapított MLTnews blog 2012-től a My Edmonds News tulajdona.

## Nevezetes személyek
- Ariana DeBoo, énekes-dalszerző[138]
- Devante Downs, amerikaifutball-játékos[139]
- Dino Rossi, politikus[140]
- Esther Reed, csaló[141]
- Lil Mosey, rapper[142]
- Maria Cantwell, politikus[143]
- Mark O’Connor, hegedűs[144]
- Ryan Strieby, baseballozó[145]
- Seamus Boxley, kosárlabdázó[146]
- Xavier Videau, műkorcsolyázó[147]

## Fordítás
- Ez a szócikk részben vagy egészben  a   Mountlake Terrace, Washington című angol Wikipédia-szócikk ezen változatának fordításán alapul.  Az eredeti cikk szerkesztőit annak laptörténete sorolja fel. Ez a jelzés csupán a megfogalmazás eredetét és a szerzői jogokat jelzi, nem szolgál a cikkben szereplő információk forrásmegjelöléseként.